# Wuwei
Wuwei (xinès tradicional: 武威; xinès simplificat: 武威; pinyin: wǔ wēi) és una ciutat a nivell de prefectura de la província de Gansu, a la República Popular de la Xina.

## Geografia
Fa frontera al nord amb Mongòlia interior i al sud-oest amb Qinghai. La seva localització central entre tres capitals occidentals, Lanzhou, Xining i Yinchuan la fan un centre important per al transport per la zona. A causa de la seva posició al llarg del corredor de l'Hexi, històricament l'única ruta des de la Xina central fins a l'occidental i la resta de l'Àsia central, importants línies ferroviàries i carreteres nacionals passen per Wuwei.
La geografia de Wuwei està dominada per tres altiplans, el Loess, el tibetà, i el mongol. De forma general, el sud és alt i el nord és baix, amb elevacions que van des de 1.020 fins a 4.874 m damunt el nivell de mar. La seva àrea és de 33.000 km². La temperatura anual és de 7,8 °C. El clima és àrid o semiàrid amb precipitacions entre 60–610 mm. Hi ha entre 2.200 i 3.000 hores de sol anuals.

## Història
Antigament Wuwei s'anomenava Liangzhou (凉州) i era la darrera estació oriental del corredor de l'Hexi. Els primers assentaments són de fa 5.000 anys. El 121 aC, l'emperador Han Wudi hi va portar la seva cavalleria per defensar el corredor. El seu èxit militar li va permetre expandir el corredor cap a l'oest.
Fou una parada important de la ruta de la Seda, que la va portar a ser un encreuament de cultures i ètnies d'arreu de l'Àsia central.
Les nombroses grutes i temples budistes de la zona certifiquen el seu paper en el camí per a portar el budisme de l'Índia i Afganistan a la Xina.